# طواف العالم للدراجات 2017

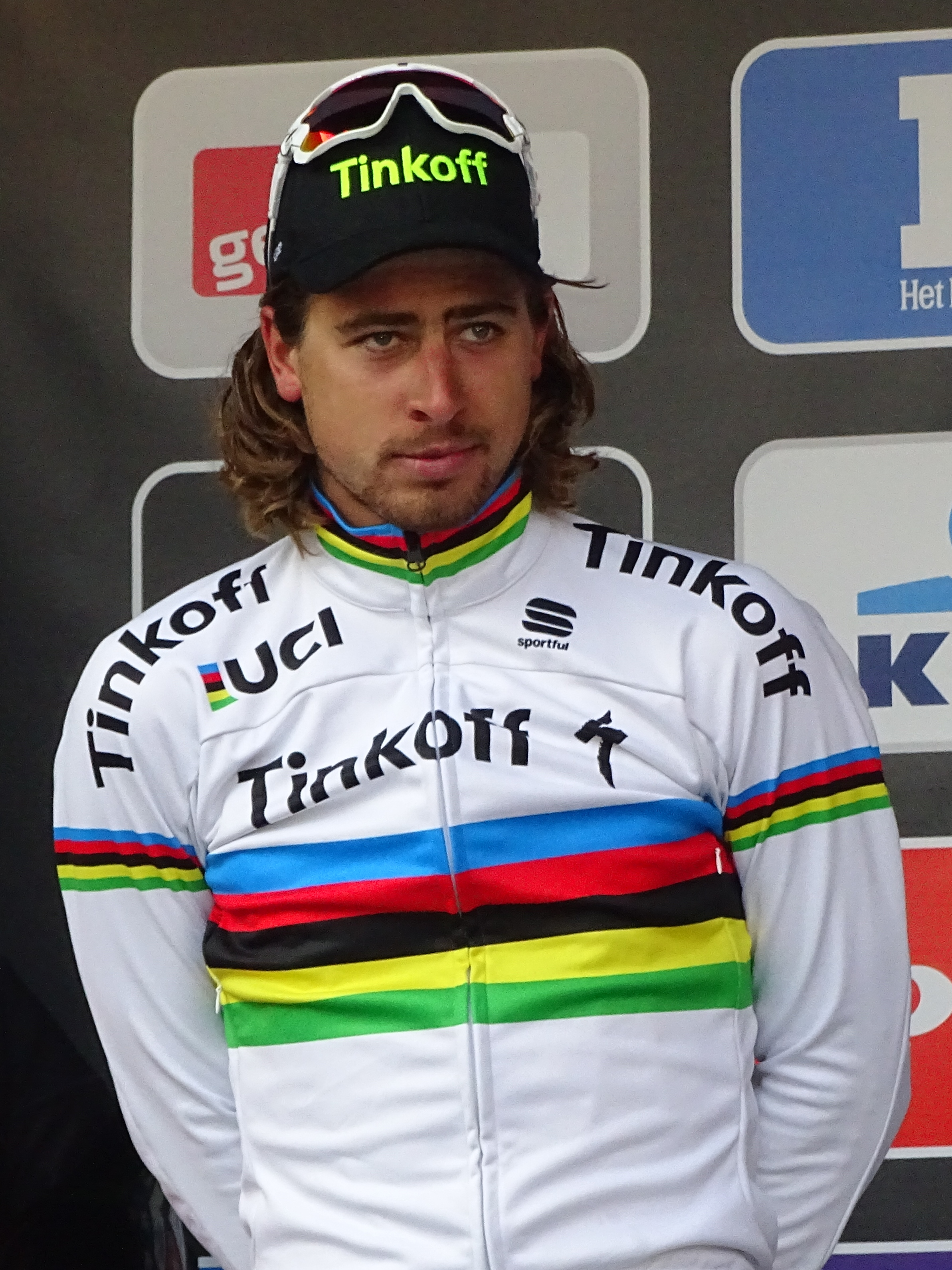

طواف العالم للدراجات 2017 هو سباق الدراجات الهوائية التاسع من نظام التصنيف الذي أطلقه الاتحاد الدولي للدراجات في عام 2009. وبدأت السلسلة مع طواف «داون أندر» في 17 يناير، وسينتهي في 24 أكتوبر، ويشمل السباق 38 مرحلة. ويتميز هذا العام من السباق وجود عشر منافسات جديدة. 

## الفرق
| فرق عالمية (18)- Bora-Hansgrohe - Movistar Team - AG2R La Mondiale - Astana - BMC Racing Team - Cannondale-Drapac - Dimension Data - FDJ - Katusha-Alpecin - Lotto-Soudal - Orica-Scott - Quick-Step Floors - سكاي - سنويب - Bahrain-Merida - Lotto NL-Jumbo - Trek-Segafredo - UAE Team Emirates |  |
| |  |

## المناسبات
جميع الأحداث من طواف العالم للدراجات 2016 أدرجت في السباق، وأضيفت عشرة أحداث جديدة إلى التقويم. على الرغم من أن بعضها كانت تواريخها مختلفة عن الطبعات السابقة.
السباق الحادي عشر طواف قطر 2017 تمت إضافته في الأصل إلى التقويم في أكتوبر 2016، ولكن تم إزالته في ديسمبر 2016 بسبب عدم وجود دعم الرعاية.
حدث جديد آخر في هذا العام وهو طواف تركيا الرئاسي 2017 ، تم تأجيلها من فبراير، 
في مارس، في أعقاب اجتماع لاتحاد الدراجات، تم إعادة جدولة السباق لمدة 10-15 أكتوبر.
تم وضع نظام ترتيب جديد لموسم 2017 استناداً إلى نظام نقاط نظام تصنيف الاتحاد الدولي للدراجات [الإنجليزية]. وبالتالي، في الطوافات الكبرى تم رفع أقصى عدد للمشاركين الذين يتمكنون من تسجيل النقاط من 20 إلى 60 دراجاً في جميع السباقات. وتم إزالة تصنيف البلدان
| السباق                              | التاريخ              | الفائز                         | الفائز    | الثاني                         | الثاني   | الثالث                         | الثالث   | نقاط المرحلة       | نقاط قائد السباق |
| ----------------------------------- | -------------------- | ------------------------------ | --------- | ------------------------------ | -------- | ------------------------------ | -------- | ------------------ | ---------------- |
| داون أندر 2017                      | 17–22 يناير          | ريتشي بورت (AUS)               | 500 نقطة  | استيبان تشافيس (COL)           | 400 نقطة | جاي مكارثي (AUS)               | 325 نقطة | 60, 25, 10         | 10 نقطة          |
| سباق كاديل ايفانز 2017              | 29 يناير             | نيكياس أرندت (GER)             | 300 نقطة  | سيمون جيرانس (AUS)             | 250 نقطة | كاميرون ماير (AUS)             | 0 نقطة   | —                  | —                |
| طواف أبو ظبي 2017                   | 23–26 فبراير         | روي كوستا (دراج) (POR)         | 300 نقطة  | النر زكرين (RUS)               | 250 نقطة | توم دومولين (NED)              | 215 نقطة | 40, 15, 6          | 6 نقطة           |
| طواف نيوشبلاد 2017                  | 25 فبراير            | جريج فان أفرمت (BEL)           | 300 نقطة  | بيتر ساجان (SVK)               | 250 نقطة | سيب فانمارك (BEL)              | 215 نقطة | —                  | —                |
| ستراد بينك 2017                     | 4 مارس               | ميكال كوياتكووسكي (دراج) (POL) | 300 نقطة  | جريج فان أفرمت (BEL)           | 250 نقطة | تيم فيلانز (BEL)               | 215 نقطة | —                  | —                |
| باريس-نايس 2017                     | 5–12 مارس            | سيرجيو هيناو (COL)             | 500 نقطة  | ألبيرتو كونتادور (ESP)         | 400 نقطة | دان مارتن (دراج) (IRL)         | 325 نقطة | 60, 25, 10         | 10 نقطة          |
| تيرينو ادرياتيكو 2017               | 8–14 مارس            | نيرو كوينتانا (COL)            | 500 نقطة  | روهان دنيس (AUS)               | 400 نقطة | تيبو بينو (FRA)                | 325 نقطة | 60, 25, 10         | 10 نقطة          |
| ميلان-سان ريمو 2017                 | 18 مارس              | ميكال كوياتكووسكي (دراج) (POL) | 500 نقطة  | بيتر ساجان (SVK)               | 400 نقطة | جوليان ألافيليب (FRA)          | 325 نقطة | —                  | —                |
| فولتا كاتالونيا 2017                | 20–26 مارس           | أليخاندرو بالبيردي (ESP)       | 400 نقطة  | ألبيرتو كونتادور (ESP)         | 320 نقطة | مارك سولير (ESP)               | 260 نقطة | 50, 20, 8          | 8 نقطة           |
| دفارز دور فلاندرز 2017              | 22 مارس              | يفيس لامارت (BEL)              | 300 نقطة  | فيليب جيلبير (BEL)             | 250 نقطة | أليكسي لوتزينكو (KAZ)          | 215 نقطة | —                  | —                |
| إي ثري هاريل بيك 2017               | 24 مارس              | جريج فان أفرمت (BEL)           | 400 نقطة  | فيليب جيلبير (BEL)             | 320 نقطة | أوليفر ناسن (BEL)              | 260 نقطة | —                  | —                |
| غنت-وفلجم 2017                      | 26 مارس              | جريج فان أفرمت (BEL)           | 500 نقطة  | ينس كوكلاير (BEL)              | 400 نقطة | بيتر ساجان (SVK)               | 325 نقطة | —                  | —                |
| طواف فلاندرز 2017                   | 2 أبريل              | فيليب جيلبير (BEL)             | 500 نقطة  | جريج فان أفرمت (BEL)           | 400 نقطة | نيكي تيربسترا (NED)            | 325 نقطة | —                  | —                |
| طواف إقليم الباسك 2017              | 3–8 أبريل            | أليخاندرو بالبيردي (ESP)       | 400 نقطة  | ألبيرتو كونتادور (ESP)         | 320 نقطة | جون ازقيراي (ESP)              | 260 نقطة | 50, 20, 8          | 8 نقطة           |
| سباق باريس روبيه 2017               | 9 أبريل              | جريج فان أفرمت (BEL)           | 500 نقطة  | زدينيك ستيبار (CZE)            | 400 نقطة | سيباستيان لانجفيلد (NED)       | 325 نقطة | —                  | —                |
| سباق أمستل الذهبي 2017              | 16 أبريل             | فيليب جيلبير (BEL)             | 500 نقطة  | ميكال كوياتكووسكي (دراج) (POL) | 400 نقطة | مايكل ألباسيني (SUI)           | 325 نقطة | —                  | —                |
| فليش والون 2017                     | 19 أبريل             | أليخاندرو بالبيردي (ESP)       | 400 نقطة  | دان مارتن (دراج) (IRL)         | 320 نقطة | ديلان تيونز (BEL)              | 260 نقطة | —                  | —                |
| لييج-باستون-لييج 2017               | 23 أبريل             | أليخاندرو بالبيردي (ESP)       | 500 نقطة  | دان مارتن (دراج) (IRL)         | 400 نقطة | ميكال كوياتكووسكي (دراج) (POL) | 325 نقطة | —                  | —                |
| طواف روماندي 2017                   | 25–30 أبريل          | ريتشي بورت (AUS)               | 500 نقطة  | سيمون ييتس (دراج) (GBR)        | 400 نقطة | بريمو روغيليتش (SLO)           | 325 نقطة | 60, 25, 10         | 10 نقطة          |
| إشبورن-فرانكفورت 2017               | 1 مايو               | ألكسندر كريستوف (NOR)          | 300 نقطة  | ريك تسابل (GER)                | 250 نقطة | جون ديجينكولب (GER)            | 215 نقطة | —                  | —                |
| طواف إيطاليا 2017                   | 5–28 مايو            | توم دومولين (NED)              | 850 نقطة  | نيرو كوينتانا (COL)            | 680 نقطة | فينتشينزو نيبالي (ITA)         | 575 نقطة | 100, 40, 20, 12, 4 | 20 نقطة          |
| طواف كاليفورنيا 2017                | 14–20 مايو           | جورج بينيت (NZL)               | 300 نقطة  | رافال مايكا (POL)              | 250 نقطة | أندرو تالانسكي (USA)           | 215 نقطة | 40, 15, 6          | 6 نقطة           |
| كريثيديا دو دوفين 2017              | 4–11 يونيو           | جاكوب فوجلسانج (DEN)           | 500 نقطة  | ريتشي بورت (AUS)               | 400 نقطة | دان مارتن (دراج) (IRL)         | 325 نقطة | 60, 25, 10         | 10 نقطة          |
| طواف سويسرا 2017                    | 10–18 يونيو          | سيمون سبيلاك (SLO)             | 500 نقطة  | داميانو كاروسو (ITA)           | 400 نقطة | ستيفن كرويسفيك (NED)           | 325 نقطة | 60, 25, 10         | 10 نقطة          |
| سباق طواف فرنسا 2017                | 1–23 يوليو           | كريس فروم (GBR)                | 1000 نقطة | ريغوبيرتو أوران (COL)          | 800 نقطة | رومان بارديه (FRA)             | 675 نقطة | 120, 50, 25, 15, 5 | 25 نقطة          |
| طواف سان سيباستيان 2017             | 29 يوليو             | ميكال كوياتكووسكي (دراج) (POL) | 400 نقطة  | توني قالوبا (FRA)              | 320 نقطة | باوك موليما (NED)              | 260 نقطة | —                  | —                |
| طواف بولندا 2017                    | 29 يوليو – 4 أغسطس   | ديلان تيونز (BEL)              | 400 نقطة  | رافال مايكا (POL)              | 320 نقطة | ووت بويلس (NED)                | 260 نقطة | 50, 20, 8          | 8 نقطة           |
| رايد لندن الكلاسيكي 2017            | 30 يوليو             | ألكسندر كريستوف (NOR)          | 300 نقطة  | ماغنوس كورت نيلسن (DEN)        | 250 نقطة | مايكل ماثيوز (دراج) (AUS)      | 215 نقطة | —                  | —                |
| / طواف بينك بانك 2017               | 7–13 أغسطس           | توم دومولين (NED)              | 400 نقطة  | تيم فيلانز (BEL)               | 320 نقطة | جاسبر ستوفين (BEL)             | 260 نقطة | 50, 20, 8          | 8 نقطة           |
| طواف إسبانيا 2017                   | 19 أغسطس – 10 سبتمبر | كريس فروم (GBR)                | 850 نقطة  | فينتشينزو نيبالي (ITA)         | 680 نقطة | النر زكرين (RUS)               | 575 نقطة | 100, 40, 20, 12, 4 | 20 نقطة          |
| أوروآيز الكلاسيكي 2017              | 20 أغسطس             | إيليا فيفياني (ITA)            | 400 نقطة  | ارنو ديمار (FRA)               | 320 نقطة | ديلان جروينويغن (NED)          | 260 نقطة | —                  | —                |
| جي بي واست-فرنسا 2017               | 27 أغسطس             | إيليا فيفياني (ITA)            | 400 نقطة  | ألكسندر كريستوف (NOR)          | 320 نقطة | سوني كولبريلي (ITA)            | 260 نقطة | —                  | —                |
| جائزة كيبيك الكبرى للدراجات 2017    | 8 سبتمبر             | بيتر ساجان (SVK)               | 500 نقطة  | جريج فان أفرمت (BEL)           | 400 نقطة | مايكل ماثيوز (دراج) (AUS)      | 325 نقطة | —                  | —                |
| جائزة مونتريال الكبرى للدراجات 2017 | 10 سبتمبر            | دييغو يليسي (ITA)              | 500 نقطة  | خيسوس هييرادة (ESP)            | 400 نقطة | توم جيلتا سلاتر (NED)          | 325 نقطة | —                  | —                |
| طواف لومبارديا 2017                 | 7 October            | فينتشينزو نيبالي (ITA)         | 500 نقطة  | جوليان ألافيليب (FRA)          | 400 نقطة | جياني موسكون (ITA)             | 325 نقطة | —                  | —                |
| طواف تركيا الرئاسي 2017             | 10–15 October        | دييغو يليسي (ITA)              | 300 نقطة  | يسبر هانسن (دراج) (DEN)        | 250 نقطة | فوستو ماسنادا (ITA)            | 0 نقطة   | 40, 15, 6          | 6 نقطة           |
| طواف قوانغشي                        | 19–24 October        |                                | 300 نقطة  |                                | 250 نقطة |                                | 215 نقطة | 40, 15, 6          | 6 نقطة           |

## نقاط الترتيب
الترتيب بعد سباق أمستل الذهبي 2017.

### الفردي
تم تصنيف الدراجين ذوي نفس العدد من النقاط، تم تصنيفها حسب عدد الانتصارات، ثم عدد مرات الفوز بالمركز الثاني، ثم الثالث، وهكذا دواليك.
| التقييم | الاسم                          | الفريق                                | النقاط |
| ------- | ------------------------------ | ------------------------------------- | ------ |
| 1       | جريج فان أفرمت (BEL)           | بي إم سي راسينغ                       | 3582   |
| 2       | كريس فروم (GBR)                | فريق سكاي                             | 3452   |
| 3       | توم دومولين (NED)              | سنويب                                 | 2545   |
| 4       | بيتر ساجان (SVK)               | بورا–هانسغروه                         | 2544   |
| 5       | ميكال كوياتكووسكي (دراج) (POL) | فريق سكاي                             | 2171   |
| 6       | أليخاندرو بالبيردي (ESP)       | موفيستار                              | 2105   |
| 7       | مايكل ماثيوز (دراج) (AUS)      | سنويب                                 | 2049   |
| 8       | دان مارتن (دراج) (IRL)         | دكونيك كويك ستب                       | 2040   |
| 9       | ألبيرتو كونتادور (ESP)         | تريك سيغافريدو                        | 1987   |
| 10      | ريتشي بورت (AUS)               | بي إم سي راسينغ                       | 1882   |
| 11      | فيليب جيلبير (BEL)             | دكونيك كويك ستب                       | 1873   |
| 12      | ألكسندر كريستوف (NOR)          | كاتوشا                                | 1806   |
| 13      | نيرو كوينتانا (COL)            | موفيستار                              | 1711   |
| 14      | فينتشينزو نيبالي (ITA)         | فريق البحرين ميريدا للدراجات الهوائية | 1696   |
| 15      | النر زكرين (RUS)               | كاتوشا                                | 1686   |
| 16      | رومان بارديه (FRA)             | أيه إل أم                             | 1464   |
| 17      | ريغوبيرتو أوران (COL)          | إي أف إديوكيشن نيبو                   | 1340   |
| 18      | جون ازقيراي (ESP)              | فريق البحرين ميريدا للدراجات الهوائية | 1276   |
| 19      | سيرجيو هيناو (COL)             | فريق سكاي                             | 1266   |
| 20      | باوك موليما (NED)              | تريك سيغافريدو                        | 1229   |
| 21      | دييغو يليسي (ITA)              | فريق الإمارات                         | 1197   |
| 22      | بريمو روغيليتش (SLO)           | فريق جومبو-فيسما                      | 1181   |
| 23      | مايكل اندا (ESP)               | فريق سكاي                             | 1150   |
| 24      | ارنو ديمار (FRA)               | إف دي جي                              | 1128   |
| 25      | جاسبر ستوفين (BEL)             | تريك سيغافريدو                        | 1120   |

- 419 دراج سجل نقاط. 161 الدراجون الآخرون أكملوا في أماكن كسبت لهم نقطة، ولكنهم غير مؤهلين كأعضاء فرق عالمية.

### الفريق
يتم احتساب تصنيفات الفريق بإضافة نقاط الترتيب لجميع الدراجين في الفريق في الجدول،
بالإضافة إلى النقاط المكتسبة في سباق الطريق ضد الساعة في بطولة العالم لسباق الدراجات.
| التقييم | الفريق                                | النقاط | نقاط الدراجون |
| ------- | ------------------------------------- | ------ | --- |
| 1       | فريق سكاي                             | 12199  | 27 ridersكريس فروم (3452), ميكال كوياتكووسكي (دراج) (2171), سيرجيو هيناو (1266), مايكل اندا (1150), إيليا فيفياني (1031), ووت بويلس (692), جيرانت توماس (611), جياني موسكون (365), ميكيل نييف (302), لوقا رو (263), داني فان بوبل (151), إيان بوزويل (129), تاو غايغن هارت (120), بيتر كينو (113), دييغو روزا (71), سباستيان هيناو (52), فاسيل كريانكا (51), جوناثان ديبن (45), ديفيد لوبيز (37), إيان ستانارد (24), فيليب ديجنان (23), ميخال غولاش (21), سالفاتوري بوتشيو (20), كيني إليسوند (17), Wiśniowski (9), أوين دول (8), كريستيان نيز (5)                                     |
| 2       | دكونيك كويك ستب                       | 11803  | 26 ridersدان مارتن (دراج) (2040), فيليب جيلبير (1873), فرناندو جافيريا (961), جوليان ألافيليب (890), بوب جونهيلس (704), مارسيل كيتل (686), ماتيو ترينتين (677), زدينيك ستيبار (667), نيكي تيربسترا (649), يفيس لامارت (471), ديفيد دي لا كروز (452), Vakoč (420), توم بونن (339), ماكسيميليانو ريتشيزي (243), جيانلوكا برامبيلا (162), Mas (102), درايس ديفينينز (94), جاك باور (دراج) (84), جوليان فيرموت (72), لورينز دي بلس (68), ماكسيميليان شاخمان (50), بيتر سيري (40), Keisse (23), ريمي كافانيا (18), ايروس كابتشي (13), Declercq (5)                                          |
| 3       | بي إم سي راسينغ                       | 10429  | 28 ridersجريج فان أفرمت (3582), ريتشي بورت (1882), روهان دنيس (830), ديلان تيونز (763), داميانو كاروسو (735), تجي فان جارد إرين (735), جيمبي دراكر (384), ستيفان كونغ (335), نيكولاس روش (241), برنت بوكوالتر (209), سيلفان ديلير (140), لويك فليجن (80), دانيال أوس (74), صمويل سانتشيث (69), مايكل شير (62), فرانسيسكو فينتوسو (52), دانيلو ويس (45), توم بولي (41), Moinard (36), بن هيرمانز (33), مانويل كوينزياتو (33), اليساندرو دي مارشي (25), كيليان فرانكينى (19), Rosskopf (11), Senni (5), Gerts (4), مايلز سكوتسون (3), مارتن إلميغر (1)                                   |
| 4       | سنويب                                 | 7881   | 22 ridersتوم دومولين (2545), مايكل ماثيوز (دراج) (2049), ويلكو كيليرمان (1019), وارن بارجويل (967), نيكياس أرندت (377), سام أومن (297), سورين كراغ أندرسن (119), فل بوهوس (104), مايك تيونسين (98), لورنس تين دام (69), جورج بريلير (51), رامون سينكلدام (42), سيمون جيشكي (42), Hofstede (33), كريس هاميلتون (18), De Backer (14), لينارد كامنا (11), Curvers (8), ماكس والشيد (8), Fröhlinger (5), Haga (3), Lunke (2) |
| 5       | تريك سيغافريدو                        | 7415   | 22 ridersألبيرتو كونتادور (1987), باوك موليما (1229), جاسبر ستوفين (1120), جون ديجينكولب (990), فابيو فلين (749), إدوارد ثيونس (322), روبن جيريرو (208), جارلينسون بانتانو (196), Gogl (149), هايمار زوبيلديا (111), بيتر ستيتينا (67), كوين دي كورت (59), اندريه كاردوسو (41), جياكومو نيزولو (32), Reijnen (29), خيسوس هرنانديز (29), B. van Poppel (23), جوليان برنارد (23), غريغوري راست (21), ماتياس براندل (15), لوران ديدييه (10), مادس بيدرسن (5) |
| 6       | موفيستار                              | 7249   | 26 ridersأليخاندرو بالبيردي (2105), نيرو كوينتانا (1711), خيسوس هييرادة (638), جوركا إيزاجير (500), مارك سولير (462), خوسيه خواكين روخاس (393), جوناثان كاستروفيجو (229), دانييل مورينو (170), جاشا سوتيرلين (163), أندريه أمادور (121), فيكتور دي لا بارتي (106), دانيلي بيناتي (101), كارلوس بيتانكور (100), روبين فرنانديز (66), وينر أنكونا (63), نيلسون أوليفيرا (دراج) (61), خوسيه هييرادة (54), كارلوس باربيرو (52), ريتشارد كاراباز (43), اليكس داوست (35), إيمانول إرفيتي (34), أنطونيو بيدرو (دراج) (15), روري سذرلاند (12), هيكتور كاريتيرو (8), D. Quintana (4), Arcas (3) |
| 7       | أوريكا سكوت                           | 7080   | 24 ridersسيمون ييتس (دراج) (1067), مايكل ألباسيني (830), آدم ييتس (دراج) (776), استيبان تشافيس (619), كاليب إيوان (608), ينس كوكلاير (596), Durbridge (577), ماغنوس كورت نيلسن (385), سيمون جيرانس (281), جاك هايغ (233), داريل إيمبي (230), كارلوس فيرونا (155), رومان كريوزيجير (140), كريستوفر جول جينسين (133), ماثيو هيمان (104), لوكا ميزجيك (98), داميان هاوسون (82), Docker (77), الكسندر ادموندسون (38), روبين بلازا (32), مايكل هيبورن (16), روجر كلوج (1), سام بولي (1), سفين توفت (1)                                                                                      |
| 8       | بورا–هانسغروه                         | 6241   | 20 ridersبيتر ساجان (2544), رافال مايكا (1097), جاي مكارثي (505), لوكاس بوستلبيرغر (414), إيمانويل بوتشمان (389), سام بينيت (368), باتريك كونراد (353), ماسيج بودنار (142), بول بولجانسكي (125), ماركوس بورغهاردت (74), روديجر سليج (68), غريغور مولبرغر (45), جوراج ساغان (40), ميكل شوارزمان (22), خوسيه مندس (16), Pfingsten (14), جان بارتا (10), باسكال أكرمان (5), Schillinger (5), تشيزاري بينديتي (5) |
| 9       | إي أف إديوكيشن نيبو                   | 5961   | 23 ridersريغوبيرتو أوران (1340), سيب فانمارك (912), توم جيلتا سلاتر (589), مايكل وودز (دراج) (585), ديلان فان بارلي (491), سيباستيان لانجفيلد (402), البرتو بيتول (312), أندرو تالانسكي (301), دافيد فورمولو (208), بيير رولان (187), ووتر فيبرت (146), دافيد فييلا (118), توم فان أسبروك (75), باتريك بيفن (73), ناثان براون (دراج) (56), هيو كارثي (35), سيمون كلارك (31), براندان كانتي (28), اليكس هوز (23), جو دومبروفسكي (20), كريستيان كورين (12), ريان مولين (10), توماس سكالي (دراج) (7)                                                                                      |
| 10      | أيه إل أم                             | 5806   | 26 ridersرومان بارديه (1464), دومينيكو بوزوفيفو (1100), أوليفر ناسن (910), الكسيس فويليرموز (606), يان باكيلانتس (515), ماتياس فرانك (274), رودي باربير (166), بيير لاتور (155), سيريل غوتييه (95), هوغو هول (64), Gastauer (62), كوينتين جوريغوي (60), هوبير دوبون (52), Domont (43), Bidard (38), Cherel (36), جيديميناس باجدوناس (34), Montaguti (27), Peters (26), Vandenbergh (22), ألكسيس غوجيراد (21), جوليان دوفال (13), كليمنت تشيفرير (13), Denz (5), ألكسندر غينز (4), Bérard (1)                                                                                           |
| 11      | كاتوشا                                | 5556   | 23 ridersألكسندر كريستوف (1806), النر زكرين (1686), سيمون سبيلاك (748), ريك تسابل (324), Restrepo (272), خوسيه غونكالفس (98), ماوريتس لامرتينك (96), طوني مارتين (80), Politt (75), Kochetkov (61), روبرت كيشيرلوفسكي (58), بابتيست بلانكايرت (52), Hollenstein (36), Bystrøm (35), ماتفي ماميكن (30), تياجو ماتشادو (26), فياتشيسلاف كوزنيتسوف (24), البرتو لوسادا (20), مادس فورتز شميدت (10), آنخيل بيثيسو (7), Biermans (6), رين تاراما (5), مايكل موركوف (1) |
| 12      | لوتو سودال                            | 5045   | 25 ridersتيم فيلانز (944), توني قالوبا (853), أندريه جريبيل (788), تيسج بنوت (538), رافائيل فالس (313), توماسز ماركزينسكي (292), توماس دي جيندت (285), ساندر أرمي (172), ينس ديبوشار (154), ماكسيم مونفورت (139), جيلي فانيندرت (132), Maes (93), يورغن رويلاندز (60), دي كليرك بارت (48), Wallays (44), لارس باك (41), توش فان دير ساندي (41), جاسبر دي بويست (25), Sieberg (24), جيمس شو (دراج) (15), آدم هانسن (12), Vervaeke (12), شون دي بي (11), مورينو هوفلاند (8), فريدريك فريزون (1)                                                                                          |
| 13      | فريق الإمارات                         | 4833   | 19 ridersدييغو يليسي (1197), روي كوستا (دراج) (924), لويس مينتيس (758), ساشا مودولو (364), جان بولانك (286), داروين أتابوما (160), فيجارد ستيك لاينجن (155), بن سويفت (155), فاليريو كونتي (144), ماتج موهوريك (144), ماركو كمب (130), سيموني كونسوني (111), ماركو ماركاتو (88), روبرتو فيراري (76), Petilli (71), كريستييان وراسيك (29), مانويل موري (23), أنس آيت العبدية (10), Zurlo (8) |
| 14      | فريق جومبو-فيسما                      | 4727   | 23 ridersبريمو روغيليتش (1181), ستيفن كرويسفيك (647), ديلان جروينويغن (612), جورج بينيت (566), روبرت جاسنك (359), خوان خوسيه لوباتو (225), جوس فان امدن (218), لارس بوم (158), بول مارتنز (123), إنريكو باتاغلين (100), ستيف كليمنت (98), Bouwman (84), برام تانكينك (73), Tolhoek (63), فلوريس دي تير (50), دان أوليفييه (41), تيمو روزن (38), Van Hoecke (27), مارتن ينانتس (24), أليكسي فيرمولين (22), اموند جروندل يانسن (12), يورغن فان دن برويك (3), روبرت فاغنر (3) |
| 15      | فريق البحرين ميريدا للدراجات الهوائية | 4712   | 20 ridersفينتشينزو نيبالي (1696), جون ازقيراي (1276), سوني كولبريلي (887), جيوفاني فيسكونتي (دراج) (193), فرانكو بليزوتي (101), اوندريج سينك (82), تسغابو غرماي (80), يانيز برايكوفيتش (75), إنريكو جاسباروتو (67), نيكولو بونيفازيو (58), قريقا بولي (48), لوكا بيبرنيك (32), هاينريش هوسلر (28), إيفان غارسيا (26), كانستانتسين سيفتسوف (22), بوروت بوزيتش (16), يوكيا أراشيرو (16), خافيير مورينو (4), جون أندر إنساوستي (4), فاليريو أجنولي (1) |
| 16      | فريق أستانا                           | 4383   | 24 ridersفابيو آرو (1064), جاكوب فوجلسانج (764), ميغل أنغل لوبز (520), أليكسي لوتزينكو (409), مايكل فالغرين (405), لويس ليون سانشيز (247), أوسكار جاتو (190), بيلو بلباو (154), ماتي بريشيل (95), داريو كاتالدو (89), سيرجي تشيرنيتسكي (76), أندري هريفكو (74), De Vreese (64), تانيل كانجيرت (49), يسبر هانسن (دراج) (44), ميشيل سكاربوني (35), أندري زيتز (30), Tleubayev (24), Korsæth (20), Kozhatayev (10), نيكيتا ستالنوف (8), Tiralongo (5), مورينو موزر (5), أرتيوم زاخاروف (2)                                                                                                |
| 17      | إف دي جي                              | 3351   | 20 ridersارنو ديمار (1128), تيبو بينو (1092), رودي مولار (227), أنتوني رو (194), سيباستيان رايشنباخ (124), ديفيد جودو (98), أودد كريستيان إيكينغ (90), دافيد سيمولاي (83), آرثر فيشوت (82), ماثيو لاداجنوس (55), لورينزو مانزين (40), إجناتاس كونوفالوفاس (37), ستيف مورابيتو (24), توبياس لودفيجسون (20), أوليفييه لو جاك (19), جيرمي مايسون (16), ميكايل ديلاج (10), ليو فنسنت (8), جيريمي روي (2), وليام بونيه (2) |
| 18      | دايمنشن داتا                          | 2490   | 21 ridersناثان هاس (775), إيدفالد بواسون هاغن (561), عمر فريل (180), Thwaites (141), سيرج باولس (127), كريستيان سباراغلي (113), مرحاوي قدس (98), لاكلان مورتون (95), مارك كافنديش (88), إيغور أنطون (54), جاكوس جانسي فان رنسبرغ (54), بين أوكونور (52), ريناردت جانس فان رينسبورغ (48), ناتنايل بيرهانه (32), Debesay (20), ريان جيبونز (16), بن كينج (12), برنارد إيسل (10), ستيف كامينغز (10), نيكولا دوغال (2), Venter (2) |

## تقدم الزعيم
| المنافسة (الفائز)                              | الدراج         | الفريق               |
| ---------------------------------------------- | -------------- | -------------------- |
| داون أندر 2017 (ريتشي بورت)                    | ريتشي بورت     | فريق بي إم سي راسينغ |
| سباق كاديل ايفانز 2017 (نيكياس أرندت)          | ريتشي بورت     | أوريكا سكوت          |
| طواف نيوشبلاد 2017 (جريج فان أفرمت)            | ريتشي بورت     | فريق بي إم سي راسينغ |
| طواف أبو ظبي 2017 (روي كوستا (دراج))           | ريتشي بورت     | فريق بي إم سي راسينغ |
| ستراد بينك 2017 (ميكال كوياتكووسكي (دراج))     | ريتشي بورت     | فريق بي إم سي راسينغ |
| باريس-نايس 2017 (سيرجيو هيناو)                 | ريتشي بورت     | فريق بي إم سي راسينغ |
| تيرينو ادرياتيكو 2017 (نيرو كوينتانا)          | ريتشي بورت     | فريق بي إم سي راسينغ |
| ميلان-سان ريمو 2017 (ميكال كوياتكووسكي (دراج)) | بيتر ساجان     | فريق بي إم سي راسينغ |
| دفارز دور فلاندرز 2017 (يفيس لامارت)           | بيتر ساجان     | كويك ستب-فلورز       |
| إي ثري هاريل بيك 2017 (جريج فان أفرمت)         | جريج فان أفرمت | كويك ستب-فلورز       |
| فولتا كاتالونيا 2017 (أليخاندرو بالبيردي)      | جريج فان أفرمت | كويك ستب-فلورز       |
| غنت-وفلجم 2017 (جريج فان أفرمت)                | جريج فان أفرمت | كويك ستب-فلورز       |
| طواف فلاندرز 2017 (فيليب جيلبير)               | جريج فان أفرمت | كويك ستب-فلورز       |
| طواف إقليم الباسك 2017 (أليخاندرو بالبيردي)    | جريج فان أفرمت | كويك ستب-فلورز       |
| سباق باريس روبيه 2017 (جريج فان أفرمت)         | جريج فان أفرمت | كويك ستب-فلورز       |
| سباق أمستل الذهبي 2017 (فيليب جيلبير)          | جريج فان أفرمت | كويك ستب-فلورز       |

## ملاحظة
1. ↑  As Meyer rode for the Australian national team, which is not a UCI WorldTeam, he was ineligible to score points towards the UCI World Tour standings.
2. ↑  As Masnada was riding for أندروني جوكاتولي-سيدرمك  [لغات أخرى]‏, which is not a UCI WorldTeam, he was ineligible to score points towards the UCI World Tour standings.
3. ↑  Listed on 810 by the UCI; missing leader points at the طواف إسبانيا 2017.
4. ↑  Listed on 755 by the UCI; attributed leader points at the طواف إسبانيا 2017 when not the leader.
5. ↑  Listed on 217 by the UCI; attributed leader points at the فولتا كاتالونيا 2017 when not the leader.
6. ↑  Listed on 25 by the UCI; missing leader points at the فولتا كاتالونيا 2017.